# Зеленко, Александр Фёдорович
Александр Фёдорович Зеленко (род. 20 сентября 1956, Ставрополь, СССР) — советский спортсмен, чемпион Европы, обладатель Кубка мира по спортивной акробатике. Мастер спорта СССР международного класса.

## Биография
В 1978 году окончил факультет физической культуры Брестского государственного педагогического института.
С 1996 старший преподаватель, позднее доцент кафедры спортивных дисциплин ЧГПУ.

## Достижения
Выступал в составе мужской четвёрки.
В 1985 году вместе с Н. Гусевым, С. Сафаниевым и Р. Хафизовым выступал на чемпионате Европы в немецком Аугсбурге, где тольяттинская четвёрка стала чемпионами в отдельных упражнениях и серебряными призёрами в многоборье.
Также Зеленко 2-кратный чемпион СССР (1983, 1985), 5-кратный обладатель Кубка СССР (1983—85, 1988—89), 4-кратный призёр чемпионата СССР (1984, 1986—87, 1989).